# Gynodiastylis turgida
Gynodiastylis turgida är en kräftdjursart som beskrevs av Hale 1928. Gynodiastylis turgida ingår i släktet Gynodiastylis och familjen Gynodiastylidae. Inga underarter finns listade i Catalogue of Life.